# Nihat Türkmenoğlu
Nihat Türkmenoğlu (Kilis, 5 de junio de 1988) es un deportista turco que compite en tiro con arco adaptado. Ganó una medalla de plata en los Juegos Paralímpicos de Tokio 2020, en la prueba individual (clase W1).

## Palmarés internacional
| Juegos Paralímpicos | Juegos Paralímpicos | Juegos Paralímpicos | Juegos Paralímpicos |
| Año                 | Lugar               | Medalla             | Prueba              |
| ------------------- | ------------------- | ------------------- | ------------------- |
| 2020                | Tokio (Japón)       | Medalla de plata    | Individual W1       |